# Coppa Sudamericana 2025
La Coppa Sudamericana 2025 è la 24ª edizione della Coppa Sudamericana, il secondo torneo di calcio per importanza del continente sudamericano organizzato dalla CONMEBOL. Al torneo partecipano 56 squadre provenienti dai 10 paesi latinoamericani affiliati alla CONMEBOL: Argentina, Bolivia, Brasile, Cile, Colombia, Ecuador, Paraguay, Perù, Uruguay e Venezuela. Il torneo è cominciato il 4 marzo 2025 e terminerà con la disputa della finale il 22 novembre 2025, che si giocherà a Santa Cruz de la Sierra, in Bolivia (per la prima volta la città boliviana ospita un evento sportivo di livello continentale), in un impianto ancora da definire. La squadra vincitrice della coppa otterrà il diritto di partecipare alla successiva edizione della Copa Libertadores (accedendo direttamente alla fase a gironi della manifestazione), nonché alla Recopa Sudamericana 2026.
Campione in carica della Copa Sudamericana è il Racing Club, che nell'edizione precedente ha ottenuto la sua prima vittoria del trofeo nella sua storia.

## Formato
La manifestazione, come nell'edizione precedente, è suddivisa in tre fasi separate: la fase di qualificazione preliminare, la fase a gironi e la fase finale ad eliminazione diretta.

### Fase preliminare
Alla fase preliminare hanno partecipato le 32 squadre appartenenti alle diverse federazioni affiliate alla CONMEBOL, ad eccezione delle squadre argentine e brasiliane. Tramite sorteggio le 32 squadre sono state accoppiate, per un totale di 16 sfide tra squadre appartenenti alla stessa federazione. La sfida si è disputata in gara unica e le 16 squadre vincitrici hanno ottenuto la qualificazione alla fase a gironi della manifestazione.

### Fase a gironi
Alle 16 squadre provenienti dalla fase preliminare, nella fase a gironi si sono aggiunte le 12 squadre argentine e brasiliane, nonché le 4 squadre eliminate dalla Fase 3 della contemporanea Copa Libertadores. Tramite sorteggio, le 32 squadre sono state divise in gruppi da 4 squadre ognuno, per un totale di 8 gironi. Ogni squadra ha affrontato le rispettive 3 compagini avversarie con partite di andata e ritorno per un totale di 6 partite (attribuendo il tradizionale punteggio di 3 punti a vittoria, 1 punto per il pareggio e nessun punto in caso di sconfitta). La squadra vincitrice di ogni gruppo ha ottenuto la qualificazione alla fase finale della manifestazione.

### Fase ad eliminazione diretta
Alla fase ad eliminazione diretta, oltre alle 8 squadre provenienti dalla fase a gironi, hanno avuto accesso anche le 8 squadre terze classificate nella fase a gironi della contemporanea Copa Libertadores. Queste ultime 8 squadre sono state accoppiate alle 8 seconde classificate della fase a gironi, con le quali disputano uno spareggio per accedere agli ottavi di finale con gare di andata e ritorno. Le 8 squadre vincitrici degli spareggi passano a disputare gli ottavi di finale, accoppiate alle prime classificate della fase a gironi in un "tabellone tennistico" che prevede la disputa successiva di ottavi di finale, quarti di finale, semifinali e finale. Gli accoppiamenti degli ottavi di finale vengono determinati tramite sorteggio e tutte le sfide, ad eccezione della finale (che viene disputata in gara unica), si disputano con partite di andata e ritorno. La squadra vincitrice della finale vince la Copa Sudamericana.

### Tabella riassuntiva
|                                       | Squadre entranti nella fase                                                          | Squadre provenienti dalla fase precedente                                                | Squadre provenienti dalla Copa Libertadores        |
| ------------------------------------- | ------------------------------------------------------------------------------------ | ---------------------------------------------------------------------------------------- | -------------------------------------------------- |
| Prima fase (32 squadre)               | - 4 squadre da Bolivia, Cile, Colombia, Ecuador, Paraguay, Perú, Uruguay e Venezuela |                                                                                          |                                                    |
| Fase a gironi (32 squadre)            | - 6 squadre da Argentina e Brasile                                                   | - 16 squadre classificate dalla Prima fase                                               | - 4 squadre eliminate dalla Fase 3                 |
| Spareggio per gli ottavi (16 squadre) |                                                                                      | - 8 squadre seconde classificate nella Fase a gironi                                     | - 8 squadre terze classificate nella Fase a gironi |
| Fase finale (16 squadre)              |                                                                                      | - 8 squadre prime classificate della Fase a gironi - 8 squadre vincitrici degli spareggi |                                                    |

### Distribuzione
| Federazione                         | Squadre | Ottavi      | Spareggi    | Fase a gironi | Prima fase |
| ----------------------------------- | ------- | ----------- | ----------- | ------------- | ---------- |
| Bolivia                             | 4       | da definire | da definire | 2 ←           | ← 4        |
| Cile                                | 4       | da definire | da definire | 2 ←           | ← 4        |
| Colombia                            | 4       | da definire | da definire | 2 ←           | ← 4        |
| Ecuador                             | 4       | da definire | da definire | 2 ←           | ← 4        |
| Paraguay                            | 4       | da definire | da definire | 2 ←           | ← 4        |
| Perù                                | 4       | da definire | da definire | 2 ←           | ← 4        |
| Uruguay                             | 4       | da definire | da definire | 2 ←           | ← 4        |
| Venezuela                           | 4       | da definire | da definire | 2 ←           | ← 4        |
| Brasile                             | 6       | da definire | da definire | 6             | –          |
| Argentina                           | 6       | da definire | da definire | 6             | –          |
| Provenienti dalla Copa Libertadores | 12      | da definire | 8           | 4             | –          |
| Fase a gironi                       | –       | 8           | 8           | –             | –          |
| Fasi precedenti                     | –       | 8           | –           | 16            | –          |
| Totale                              | 56      | 16          | 16          | 32            | 32         |

### Calendario
Il programma della competizione è il seguente.
| Fase          | Turno            | Sorteggio        | Andata               | Ritorno              |
| ------------- | ---------------- | ---------------- | -------------------- | -------------------- |
| Prima fase    | Preliminari      | 19 dicembre 2024 | 4-6 marzo 2025       | 4-6 marzo 2025       |
| Fase a gruppi | 1ª giornata      | 17 marzo 2025    | 1-3 aprile 2025      | 1-3 aprile 2025      |
| Fase a gruppi | 2ª giornata      | 17 marzo 2025    | 8-10 aprile 2025     | 8-10 aprile 2025     |
| Fase a gruppi | 3ª giornata      | 17 marzo 2025    | 22-24 aprile 2025    | 22-24 aprile 2025    |
| Fase a gruppi | 4ª giornata      | 17 marzo 2025    | 6-8 maggio 2025      | 6-8 maggio 2025      |
| Fase a gruppi | 5ª giornata      | 17 marzo 2025    | 13-15 maggio 2025    | 13-15 maggio 2025    |
| Fase a gruppi | 6ª giornata      | 17 marzo 2025    | 27-29 maggio 2025    | 27-29 maggio 2025    |
| Fase finale   | Spareggi ottavi  | nessun sorteggio | 15-17 luglio 2025    | 22-24 luglio 2025    |
| Fase finale   | Ottavi di finale | 4 giugno 2025    | 12-14 agosto 2025    | 19-21 agosto 2025    |
| Fase finale   | Quarti di finale | 4 giugno 2025    | 16-18 settembre 2025 | 23-25 settembre 2025 |
| Fase finale   | Semifinali       | 4 giugno 2025    | 22-23 ottobre 2025   | 29-30 ottobre 2025   |
| Fase finale   | Finale           | 4 giugno 2025    | 22 novembre 2025     | 22 novembre 2025     |

## Sede della finale
Il 10 aprile 2024, la CONMEBOL ha ufficialmente comunicato che la sede della finale dell'edizione 2025 della Copa Sudamericana sarà la città di Santa Cruz de la Sierra, in Bolivia, presso l'Estadio Ramón Tahuichi Aguilera.

## Squadre
Al torneo partecipano un totale di 56 squadre appartenenti alle 10 federazioni della CONMEBOL. Tra di esse, 44 vi prendono parte grazie alla qualificazione ottenuta nella stagione precedente (i cui criteri sono determinati dalle singole federazioni nazionali); le restanti 12 provenienti dalla contemporanea Copa Libertadores.

### Squadre direttamente qualificate
| Nazione               | Squadra                      | Qualificazione                                                                                           |
| --------------------- | ---------------------------- | --- |
| Argentina (6 squadre) | Godoy Cruz (ARG 1)           | 4ª classificata nella Tabla general della stagione 2024                                                  |
| Argentina (6 squadre) | Independiente (ARG 2)        | 5ª classificata nella Tabla general della stagione 2024                                                  |
| Argentina (6 squadre) | Huracán (ARG 3)              | 6ª classificata nella Tabla general della stagione 2024                                                  |
| Argentina (6 squadre) | Unión (SF) (ARG 4)           | 7ª classificata nella Tabla general della stagione 2024                                                  |
| Argentina (6 squadre) | Lanús (ARG 5)                | 8ª classificata nella Tabla general della stagione 2024                                                  |
| Argentina (6 squadre) | Defensa y Justicia (ARG 6)   | 9ª classificata nella Tabla general della stagione 2024                                                  |
| Bolivia (4 squadre)   | Universitario Vinto (BOL 1)  | 2ª classificata nel Torneo Apertura 2024                                                                 |
| Bolivia (4 squadre)   | Aurora (BOL 2)               | 2ª classificata nella Tabla acumulada della stagione 2024                                                |
| Bolivia (4 squadre)   | Nacional Potosí (BOL 3)      | 3ª classificata nella Tabla acumulada della stagione 2024                                                |
| Bolivia (4 squadre)   | Gualberto Villarroel (BOL 4) | 4ª classificata nella Tabla acumulada della stagione 2024                                                |
| Brasile (6 squadre)   | Cruzeiro (BRA 1)             | 9ª classificata nel Brasileirão 2024                                                                     |
| Brasile (6 squadre)   | Vasco da Gama (BRA 2)        | 10ª classificata nel Brasileirão 2024                                                                    |
| Brasile (6 squadre)   | Vitória (BRA 3)              | 11ª classificata nel Brasileirão 2024                                                                    |
| Brasile (6 squadre)   | Atlético Mineiro (BRA 4)     | 12ª classificata nel Brasileirão 2024                                                                    |
| Brasile (6 squadre)   | Fluminense (BRA 5)           | 13ª classificata nel Brasileirão 2024                                                                    |
| Brasile (6 squadre)   | Grêmio (BRA 6)               | 14ª classificata nel Brasileirão 2024                                                                    |
| Cile (4 squadre)      | Palestino (CHL 1)            | 4ª classificata nella Primera División 2024                                                              |
| Cile (4 squadre)      | Universidad Católica (CHL 2) | 5ª classificata nella Primera División 2024                                                              |
| Cile (4 squadre)      | Unión Española (CHL 3)       | 6ª classificata nella Primera División 2024                                                              |
| Cile (4 squadre)      | CD Everton (CHL 4)           | 7ª classificata nella Primera División 2024                                                              |
| Colombia (4 squadre)  | Millonarios (COL 1)          | 3ª classificata nella Tabla de reclasificación della stagione 2024                                       |
| Colombia (4 squadre)  | Once Caldas (COL 2)          | 4ª classificata nella Tabla de reclasificación della stagione 2024                                       |
| Colombia (4 squadre)  | Atlético Junior (COL 3)      | 5ª classificata nella Tabla de reclasificación della stagione 2024                                       |
| Colombia (4 squadre)  | América de Cali (COL 4)      | 6ª classificata nella Tabla de reclasificación della stagione 2024                                       |
| Ecuador (4+1 squadre) | Universidad Católica (ECU 1) | 2ª classificata nella Tabla acumulada della stagione 2024                                                |
| Ecuador (4+1 squadre) | Aucas (ECU 2)                | 3ª classificata nella Tabla acumulada della stagione 2024                                                |
| Ecuador (4+1 squadre) | Mushuc Runa (ECU 3)          | 4ª classificata nella Tabla acumulada della stagione 2024                                                |
| Ecuador (4+1 squadre) | Orense (ECU 4)               | 5ª classificata nella Tabla acumulada della stagione 2024                                                |
| Paraguay (4 squadre)  | Guaraní (PRY 1)              | 2ª classificata nella Tabla acumulada della stagione 2024                                                |
| Paraguay (4 squadre)  | 2 de Mayo (PRY 2)            | 3ª classificata nella Tabla acumulada della stagione 2024                                                |
| Paraguay (4 squadre)  | Sp. Luqueño (PRY 3)          | 4ª classificata nella Tabla acumulada della stagione 2024                                                |
| Paraguay (4 squadre)  | Sportivo Ameliano (PRY 4)    | 5ª classificata nella Tabla acumulada della stagione 2024                                                |
| Perù (4 squadre)      | Cusco (PER 1)                | 5ª classificata nella Tabla acumulada della stagione 2024                                                |
| Perù (4 squadre)      | Cienciano (PER 2)            | 6ª classificata nella Tabla acumulada della stagione 2024                                                |
| Perù (4 squadre)      | Atlético Grau (PER 3)        | 7ª classificata nella Tabla acumulada della stagione 2024                                                |
| Perù (4 squadre)      | ADT (PER 4)                  | 8ª classificata nella Tabla acumulada della stagione 2024                                                |
| Uruguay (4 squadre)   | Cerro Largo (URY 1)          | 5ª classificata nella Tabla anual non essendo finalista del Campeonato Uruguayo de Primera División 2024 |
| Uruguay (4 squadre)   | Danubio (URY 2)              | 6ª classificata nella Tabla anual non essendo finalista del Campeonato Uruguayo de Primera División 2024 |
| Uruguay (4 squadre)   | Racing Montevideo (URY 3)    | 7ª classificata nella Tabla anual non essendo finalista del Campeonato Uruguayo de Primera División 2024 |
| Uruguay (4 squadre)   | Montevideo Wanderers (URY 4) | 8ª classificata nella Tabla anual non essendo finalista del Campeonato Uruguayo de Primera División 2024 |
| Venezuela (4 squadre) | Metropolitanos (VEN 1)       | 2ª classificata nel Torneo Apertura 2024                                                                 |
| Venezuela (4 squadre) | Dep. La Guaira (VEN 2)       | 5ª classificata nella Tabla acumulada della stagione 2024                                                |
| Venezuela (4 squadre) | Academia P.C. (VEN 3)        | 7ª classificata nella Tabla acumulada della stagione 2024                                                |
| Venezuela (4 squadre) | Caracas (VEN 4)              | 8ª classificata nella Tabla acumulada della stagione 2024                                                |

### Squadre provenienti dallaCopa Libertadores
| Fase                                                       | Squadra                 | Qualificazione                                       |
| ---------------------------------------------------------- | ----------------------- | ---------------------------------------------------- |
| Fase preliminare (4 squadre nella Fase a gironi)           | Deportes Iquique        | Eliminata dalla Fase 3 della Copa Libertadores       |
| Fase preliminare (4 squadre nella Fase a gironi)           | Boston River            | Eliminata dalla Fase 3 della Copa Libertadores       |
| Fase preliminare (4 squadre nella Fase a gironi)           | Melgar                  | Eliminata dalla Fase 3 della Copa Libertadores       |
| Fase preliminare (4 squadre nella Fase a gironi)           | Corinthians             | Eliminata dalla Fase 3 della Copa Libertadores       |
| Fase preliminare (8 squadre negli spareggi per gli ottavi) | Universidad de Chile    | 3ª classificata nel Gruppo A della Copa Libertadores |
| Fase preliminare (8 squadre negli spareggi per gli ottavi) | Independiente del Valle | 3ª classificata nel Gruppo B della Copa Libertadores |
| Fase preliminare (8 squadre negli spareggi per gli ottavi) | Central Córdoba (SdE)   | 3ª classificata nel Gruppo C della Copa Libertadores |
| Fase preliminare (8 squadre negli spareggi per gli ottavi) | Alianza Lima            | 3ª classificata nel Gruppo D della Copa Libertadores |
| Fase preliminare (8 squadre negli spareggi per gli ottavi) | Atlético Bucaramanga    | 3ª classificata nel Gruppo E della Copa Libertadores |
| Fase preliminare (8 squadre negli spareggi per gli ottavi) | Bahia                   | 3ª classificata nel Gruppo F della Copa Libertadores |
| Fase preliminare (8 squadre negli spareggi per gli ottavi) | Bolívar                 | 3ª classificata nel Gruppo G della Copa Libertadores |
| Fase preliminare (8 squadre negli spareggi per gli ottavi) | San Antonio Bulo Bulo   | 3ª classificata nel Gruppo H della Copa Libertadores |

## Sorteggio

### Fase 1
Il sorteggio della fase preliminare si è tenuto il 19 dicembre 2024 presso la sede della CONMEBOL di Luque (Paraguay), contemporaneamente al sorteggio della fase preliminare della Copa Libertadores 2025. Sono state predisposte 8 urne, in ognuna delle quali sono stati inserite le squadre appartenenti alla stessa federazione di appartenenza, in modo da definire gli scontri diretti obbligatoriamente tra squadre della stessa nazione. La squadra estratta per prima avrà il vantaggio di giocare in casa la sfida. Al momento del sorteggio non si aveva conoscenza delle squadre Bolivia 2, Bolivia 3, Bolivia 4 e Colombia 1.
| Urna 1                                                    | Urna 2                                                           | Urna 3                                                             | Urna 4                                                      |
| --------------------------------------------------------- | ---------------------------------------------------------------- | ------------------------------------------------------------------ | ----------------------------------------------------------- |
| - Universitario Vinto - Bolivia 2 - Bolivia 3 - Bolivia 4 | - Palestino - Universidad Católica - Unión Española - CD Everton | - Colombia 1 - Once Caldas - Atlético Junior - América de Cali     | - Universidad Católica - Aucas - Mushuc Runa - Orense       |
| Urna 5                                                    | Urna 6                                                           | Urna 7                                                             | Urna 8                                                      |
| - Guaraní - 2 de Mayo - Sp. Luqueño - Sportivo Ameliano   | - Cusco - Cienciano - Atlético Grau - ADT                        | - Cerro Largo - Danubio - Racing Montevideo - Montevideo Wanderers | - Metropolitanos - Dep. La Guaira - Academia P.C. - Caracas |

### Fase a gironi
Il sorteggio della fase a gironi si è tenuto il 17 marzo 2025 nella sede della CONMEBOL a Luque (Paraguay), insieme al sorteggio della contemporanea fase a gironi della Copa Libertadores 2025.
Le 4 urne sono state composte tenendo conto del ranking CONMEBOL al 16 dicembre 2024. Nella successiva estrazione delle squadre, si terrà conto del criterio che vieta di inserire in uno stesso girone (ognuno composto da 4 squadre) due o più squadre della stessa nazione di provenienza.
| Urna 1 | Urna 2 | Urna 3 | Urna 4 |
| --- | --- | --- | --- |
| - Atlético Mineiro (7) - Fluminense (10) - Grêmio (11) - Independiente (22) - Cruzeiro (26) - Lanús (30) - Defensa y Justicia (33) - América de Cali (40) | - Guaraní (47) - Palestino (55) - Caracas (58) - Vasco da Gama (66) - Huracán (70) - Universidad Católica (71) - Unión Española (79) - Godoy Cruz (80) | - Once Caldas (96) - Racing (100) - Unión (101) - Nacional Potosí (113) - Cienciano (118) - Sportivo Luqueño (123) - Academia Puerto Cabello (159) - Cerro Largo (192) | - Mushuc Runa (232) - Atlético Grau (250) - Vitória (258) - GV San José (–) - Deportes Iquique (152) - Boston River (206) - Melgar (51) - Corinthians (18) |

### Fase ad eliminazione diretta
Il sorteggio della fase ad eliminazione diretta si è tenuto il 2 giugno 2025 presso la sede della CONMEBOL a Luque (Paraguay). La distribuzione nel tabellone della fase finale è stato definito elaborando una classifica avulsa delle squadre classificate, dividendole in tre gruppi: nel primo gruppo le squadre prime classificate di ogni girone, nel secondo gruppo le seconde classificate, mentre nel terzo gruppo le squadre terze classificate della fase a gironi della contemporanea Copa Libertadores, trasferite in questa competizione.
Gli accoppiamenti degli spareggi sono determinati accoppiando la prima squadra del secondo gruppo con l'ultima squadra del terzo gruppo, la seconda squadra contro la penultima e così via. Le varie coppie così determinate sono state inserite nella Urna 2, mentre nella Urna 1 sono state inserite le squadre prime classificate della fase a gironi. Successivamente sono state accoppiate le squadre della Urna 1 e le coppie di squadre della Urna 2.

#### Classifica avulsa
| S  | G | Squadra                 | Pt | G | V | N | P | GF | GS | DG  |
| -- | - | ----------------------- | -- | - | - | - | - | -- | -- | --- |
| 1  | E | Mushuc Runa             | 16 | 6 | 5 | 1 | 0 | 12 | 4  | +8  |
| 2  | C | Huracán                 | 14 | 6 | 4 | 2 | 0 | 11 | 2  | +9  |
| 3  | B | Universidad Católica    | 14 | 6 | 4 | 2 | 0 | 12 | 5  | +7  |
| 4  | F | Fluminense              | 13 | 6 | 4 | 1 | 1 | 11 | 2  | +9  |
| 5  | A | Independiente           | 12 | 6 | 4 | 0 | 2 | 16 | 6  | +10 |
| 6  | D | Godoy Cruz              | 12 | 6 | 3 | 3 | 0 | 10 | 5  | +5  |
| 7  | G | Lanús                   | 12 | 6 | 3 | 3 | 0 | 9  | 4  | +5  |
| 8  | H | Cienciano               | 10 | 6 | 2 | 4 | 0 | 12 | 6  | +6  |
|    |   |                         |    |   |   |   |   |    |    |     |
| 9  | D | Grêmio                  | 12 | 6 | 3 | 3 | 0 | 8  | 4  | +4  |
| 10 | F | Once Caldas             | 12 | 6 | 4 | 0 | 2 | 8  | 6  | +2  |
| 11 | H | Atlético Mineiro        | 9  | 6 | 2 | 3 | 1 | 11 | 6  | +5  |
| 12 | E | Palestino               | 9  | 6 | 3 | 0 | 3 | 9  | 9  | 0   |
| 13 | C | América de Cali         | 8  | 6 | 1 | 5 | 0 | 6  | 4  | +2  |
| 14 | G | Vasco da Gama           | 8  | 6 | 2 | 2 | 2 | 8  | 8  | 0   |
| 15 | A | Guaraní                 | 8  | 6 | 2 | 2 | 2 | 9  | 12 | -3  |
| 16 | B | Cerro Largo             | 7  | 6 | 2 | 1 | 3 | 5  | 8  | -3  |
|    |   |                         |    |   |   |   |   |    |    |     |
| 9  | C | Central Córdoba (SdE)   | 11 | 6 | 3 | 2 | 1 | 7  | 7  | 0   |
| 10 | A | Universidad de Chile    | 10 | 6 | 3 | 1 | 2 | 8  | 6  | +2  |
| 11 | B | Independiente del Valle | 8  | 6 | 2 | 2 | 2 | 8  | 11 | -3  |
| 12 | F | Bahia                   | 7  | 6 | 2 | 1 | 3 | 5  | 7  | -2  |
| 13 | G | Bolívar                 | 6  | 6 | 2 | 0 | 4 | 12 | 11 | +1  |
| 14 | E | Atlético Bucaramanga    | 6  | 6 | 1 | 3 | 2 | 6  | 10 | -4  |
| 15 | H | San Antonio Bulo Bulo   | 6  | 6 | 2 | 0 | 4 | 5  | 15 | -10 |
| 16 | D | Alianza Lima            | 5  | 6 | 1 | 2 | 3 | 7  | 11 | -4  |

| Urna 1 | Urna 2 |
| --- | --- |
| - Mushuc Runa (1) - Huracán (2) - Universidad Católica (3) - Fluminense (4) - Independiente (5) - Godoy Cruz (6) - Lanús (7) - Cienciano (8) | - Grêmio (9) / Alianza Lima (24) - Once Caldas (10) / San Antonio Bulo Bulo (23) - Atlético Mineiro (11) / Atlético Bucaramanga (22) - Palestino (12) / Bolívar (21) - América de Cali (13) / Bahia (20) - Vasco da Gama (14) / Independiente del Valle (19) - Guaraní (15) / Universidad de Chile (18) - Cerro Largo (16) / Central Córdoba (SdE) (17) |

## Fase preliminare

### Risultati
| Squadra 1            | Risultato       | Squadra 2            |
| -------------------- | --------------- | -------------------- |
| Universitario Vinto  | 0 - 1           | Nacional Potosí      |
| Aurora               | 0 - 1           | Gualberto Villarroel |
| Universidad Católica | 1 - 1 (4-5 dtr) | Palestino            |
| Unión Española       | 2 - 2 (3-1 dtr) | CD Everton           |
| Atlético Junior      | 2 - 2 (3-4 dtr) | América de Cali      |
| Once Caldas          | 1 - 0           | Millonarios          |
| Mushuc Runa          | 2 - 1           | Orense               |
| Universidad Católica | 0 - 0 (4-2 dtr) | Aucas                |
| Sp. Luqueño          | 2 - 0           | Sportivo Ameliano    |
| Guaraní              | 2 - 0           | 2 de Mayo            |
| ADT                  | 1 - 1 (5-6 dtr) | Cienciano            |
| Atlético Grau        | 0 - 0 (4-2 dtr) | Cusco                |
| Racing Montevideo    | 0 - 0 (4-2 dtr) | Montevideo Wanderers |
| Cerro Largo          | 2 - 2 (4-3 dtr) | Danubio              |
| Academia P.C.        | 3 - 0           | Metropolitanos       |
| Dep. La Guaira       | 0 - 2           | Caracas              |

## Fase a gironi

### Gruppo A

#### Classifica
| Squadra         | Pt | G | V | N | P | GF | GS | DG  |
| --------------- | -- | - | - | - | - | -- | -- | --- |
| Independiente   | 12 | 6 | 4 | 0 | 2 | 16 | 6  | +10 |
| Guaraní         | 8  | 6 | 2 | 2 | 2 | 9  | 12 | -3  |
| Boston River    | 7  | 6 | 2 | 1 | 3 | 12 | 14 | -2  |
| Nacional Potosí | 7  | 6 | 2 | 1 | 3 | 8  | 13 | -5  |

Al termine della fase a gironi, l'Independiente (Argentina) ha ottenuto la qualificazione diretta agli ottavi di finale, mentre il Guaraní (Paraguay) ha ottenuto la qualificazione agli spareggi di accesso alla fase finale. Boston River (Uruguay) e Nacional Potosí (Bolivia) sono state eliminate.
Legenda
      Squadra qualificata alla fase finale.
      Squadra qualificata agli spareggi per la fase finale.

#### Risultati
| Squadra 1       | Risultato   | Squadra 2       |
| 1ª giornata     | 1ª giornata | 1ª giornata     |
| --------------- | ----------- | --------------- |
| Boston River    | 3 - 3       | Guaraní         |
| Nacional Potosí | 2 - 0       | Independiente   |
| 2ª giornata     |             |                 |
| Independiente   | 2 - 1       | Boston River    |
| Guaraní         | 2 - 0       | Nacional Potosí |
| 3ª giornata     |             |                 |
| Guaraní         | 2 - 1       | Independiente   |
| Boston River    | 2 - 1       | Nacional Potosí |
| 4ª giornata     |             |                 |
| Nacional Potosí | 2 - 2       | Guaraní         |
| Boston River    | 1 - 5       | Independiente   |
| 5ª giornata     |             |                 |
| Nacional Potosí | 3 - 0       | Boston River    |
| Independiente   | 1 - 0       | Guaraní         |
| 6ª giornata     |             |                 |
| Independiente   | 7 - 0       | Nacional Potosí |
| Guaraní         | 0 - 5       | Boston River    |

### Gruppo B

#### Classifica
| Squadra              | Pt | G | V | N | P | GF | GS | DG |
| -------------------- | -- | - | - | - | - | -- | -- | -- |
| Universidad Católica | 14 | 6 | 4 | 2 | 0 | 12 | 5  | +7 |
| Cerro Largo          | 7  | 6 | 2 | 1 | 3 | 5  | 8  | -3 |
| Vitória              | 6  | 6 | 1 | 3 | 2 | 3  | 4  | -1 |
| Defensa y Justicia   | 4  | 6 | 0 | 4 | 2 | 4  | 7  | -3 |

Legenda
      Squadra qualificata alla fase finale.
      Squadra qualificata agli spareggi per la fase finale.

#### Risultati
| Squadra 1            | Risultato   | Squadra 2            |
| 1ª giornata          | 1ª giornata | 1ª giornata          |
| -------------------- | ----------- | -------------------- |
| Vitória              | 1 - 1       | Universidad Católica |
| Cerro Largo          | 0 - 0       | Defensa y Justicia   |
| 2ª giornata          |             |                      |
| Defensa y Justicia   | 0 - 0       | Vitória              |
| Universidad Católica | 3 - 1       | Cerro Largo          |
| 3ª giornata          |             |                      |
| Vitória              | 0 - 1       | Cerro Largo          |
| Universidad Católica | 3 - 1       | Defensa y Justicia   |
| 4ª giornata          |             |                      |
| Vitória              | 1 - 1       | Defensa y Justicia   |
| Cerro Largo          | 1 - 3       | Universidad Católica |
| 5ª giornata          |             |                      |
| Defensa y Justicia   | 1 - 1       | Universidad Católica |
| Cerro Largo          | 0 - 1       | Vitória              |
| 6ª giornata          |             |                      |
| Defensa y Justicia   | 1 - 2       | Cerro Largo          |
| Universidad Católica | 1 - 0       | Vitória              |

Al termine della fase a gironi, l'Universidad Catolica (Ecuador) ha ottenuto la qualificazione diretta agli ottavi di finale, mentre il Cerro Largo (Uruguay) ha ottenuto la qualificazione agli spareggi di accesso alla fase finale. Vitória (Brasile) e Defensa y Justicia (Argentina) sono state eliminate.

### Gruppo C

#### Classifica
| Squadra           | Pt | G | V | N | P | GF | GS | DG  |
| ----------------- | -- | - | - | - | - | -- | -- | --- |
| Huracán           | 14 | 6 | 4 | 2 | 0 | 11 | 2  | +9  |
| América de Cali   | 8  | 6 | 1 | 5 | 0 | 6  | 4  | +2  |
| Corinthians       | 8  | 6 | 2 | 2 | 2 | 5  | 5  | 0   |
| Racing Montevideo | 1  | 6 | 0 | 1 | 5 | 3  | 14 | -11 |

Legenda
      Squadra qualificata alla fase finale.
      Squadra qualificata agli spareggi per la fase finale.

#### Risultati
| Squadra 1         | Risultato   | Squadra 2         |
| 1ª giornata       | 1ª giornata | 1ª giornata       |
| ----------------- | ----------- | ----------------- |
| Corinthians       | 1 - 2       | Huracán           |
| Racing Montevideo | 1 - 3       | América de Cali   |
| 2ª giornata       |             |                   |
| América de Cali   | 1 - 1       | Corinthians       |
| Huracán           | 5 - 0       | Racing Montevideo |
| 3ª giornata       |             |                   |
| Huracán           | 0 - 0       | América de Cali   |
| Corinthians       | 1 - 0       | Racing Montevideo |
| 4ª giornata       |             |                   |
| Corinthians       | 1 - 1       | América de Cali   |
| Racing Montevideo | 1 - 3       | Huracán           |
| 5ª giornata       |             |                   |
| América de Cali   | 0 - 0       | Huracán           |
| Racing Montevideo | 0 - 1       | Corinthians       |
| 6ª giornata       |             |                   |
| América de Cali   | 1 - 1       | Racing Montevideo |
| Huracán           | 1 - 0       | Corinthians       |

Al termine della fase a gironi, l'Huracán (Argentina) ha ottenuto la qualificazione diretta agli ottavi di finale, mentre l'América de Cali (Colombia) ha ottenuto la qualificazione agli spareggi di accesso alla fase finale. Corinthians (Brasile) e Racing de Montevideo (Uruguay) sono state eliminate.

### Gruppo D

#### Classifica
| Squadra       | Pt | G | V | N | P | GF | GS | DG |
| ------------- | -- | - | - | - | - | -- | -- | -- |
| Godoy Cruz    | 12 | 6 | 3 | 3 | 0 | 10 | 5  | +5 |
| Grêmio        | 12 | 6 | 3 | 3 | 0 | 8  | 4  | +4 |
| Atlético Grau | 4  | 6 | 0 | 4 | 2 | 5  | 9  | -4 |
| Sp. Luqueño   | 2  | 6 | 0 | 2 | 4 | 4  | 9  | -5 |

Legenda
      Squadra qualificata alla fase finale.
      Squadra qualificata agli spareggi per la fase finale.

#### Risultati
| Squadra 1     | Risultato   | Squadra 2     |
| 1ª giornata   | 1ª giornata | 1ª giornata   |
| ------------- | ----------- | ------------- |
| Sp. Luqueño   | 1 - 2       | Grêmio        |
| Atlético Grau | 0 - 2       | Godoy Cruz    |
| 2ª giornata   |             |               |
| Grêmio        | 2 - 0       | Atlético Grau |
| Godoy Cruz    | 2 - 0       | Sp. Luqueño   |
| 3ª giornata   |             |               |
| Atlético Grau | 2 - 2       | Sp. Luqueño   |
| Godoy Cruz    | 2 - 2       | Grêmio        |
| 4ª giornata   |             |               |
| Sp. Luqueño   | 0 - 1       | Godoy Cruz    |
| Atlético Grau | 0 - 0       | Grêmio        |
| 5ª giornata   |             |               |
| Grêmio        | 1 - 1       | Godoy Cruz    |
| Sp. Luqueño   | 1 - 1       | Atlético Grau |
| 6ª giornata   |             |               |
| Grêmio        | 1 - 0       | Sp. Luqueño   |
| Godoy Cruz    | 2 - 2       | Atlético Grau |

Al termine della fase a gironi, il Godoy Cruz (Argentina) ha ottenuto la qualificazione diretta agli ottavi di finale, mentre il Grêmio (Brasile) ha ottenuto la qualificazione agli spareggi di accesso alla fase finale. Atlético Grau (Perù) e Sportivo Luqueño (Paraguay) sono state eliminate.

### Gruppo E

#### Classifica
| Squadra     | Pt | G | V | N | P | GF | GS | DG |
| ----------- | -- | - | - | - | - | -- | -- | -- |
| Mushuc Runa | 16 | 6 | 5 | 1 | 0 | 12 | 4  | +8 |
| Palestino   | 9  | 6 | 3 | 0 | 3 | 9  | 9  | 0  |
| Cruzeiro    | 5  | 6 | 1 | 2 | 3 | 5  | 7  | -2 |
| Unión (SF)  | 4  | 6 | 1 | 1 | 4 | 2  | 8  | -6 |

Legenda
      Squadra qualificata alla fase finale.
      Squadra qualificata agli spareggi per la fase finale.

#### Risultati
| Squadra 1   | Risultato   | Squadra 2   |
| 1ª giornata | 1ª giornata | 1ª giornata |
| ----------- | ----------- | ----------- |
| Unión (SF)  | 1 - 0       | Cruzeiro    |
| Mushuc Runa | 3 - 2       | Palestino   |
| 2ª giornata |             |             |
| Palestino   | 2 - 0       | Unión (SF)  |
| Cruzeiro    | 1 - 2       | Mushuc Runa |
| 3ª giornata |             |             |
| Mushuc Runa | 3 - 0       | Unión (SF)  |
| Palestino   | 2 - 1       | Cruzeiro    |
| 4ª giornata |             |             |
| Unión (SF)  | 1 - 2       | Palestino   |
| Mushuc Runa | 1 - 1       | Cruzeiro    |
| 5ª giornata |             |             |
| Unión (SF)  | 0 - 1       | Mushuc Runa |
| Cruzeiro    | 2 - 1       | Palestino   |
| 6ª giornata |             |             |
| Cruzeiro    | 0 - 0       | Unión (SF)  |
| Palestino   | 0 - 2       | Mushuc Runa |

Al termine della fase a gironi, il Mushuc Runa (Ecuador) ha ottenuto la qualificazione diretta agli ottavi di finale, mentre il Palestino (Cile) ha ottenuto la qualificazione agli spareggi di accesso alla fase finale. Cruzeiro (Brasile) e Unión de Santa Fe (Argentina) sono state eliminate.

### Gruppo F

#### Classifica
| Squadra              | Pt | G | V | N | P | GF | GS | DG  |
| -------------------- | -- | - | - | - | - | -- | -- | --- |
| Fluminense           | 13 | 6 | 4 | 1 | 1 | 11 | 2  | +9  |
| Once Caldas          | 12 | 6 | 4 | 0 | 2 | 8  | 6  | +2  |
| Unión Española       | 5  | 6 | 1 | 2 | 3 | 6  | 7  | -1  |
| Gualberto Villarroel | 4  | 6 | 1 | 1 | 4 | 5  | 15 | -10 |

Legenda
      Squadra qualificata alla fase finale.
      Squadra qualificata agli spareggi per la fase finale.

#### Risultati
| Squadra 1            | Risultato   | Squadra 2            |
| 1ª giornata          | 1ª giornata | 1ª giornata          |
| -------------------- | ----------- | -------------------- |
| Once Caldas          | 0 - 1       | Fluminense           |
| Gualberto Villarroel | 1 - 1       | Unión Española       |
| 2ª giornata          |             |                      |
| Unión Española       | 0 - 2       | Once Caldas          |
| Fluminense           | 5 - 0       | Gualberto Villarroel |
| 3ª giornata          |             |                      |
| Gualberto Villarroel | 2 - 3       | Once Caldas          |
| Unión Española       | 1 - 1       | Fluminense           |
| 4ª giornata          |             |                      |
| Once Caldas          | 1 - 0       | Unión Española       |
| Gualberto Villarroel | 1 - 0       | Fluminense           |
| 5ª giornata          |             |                      |
| Fluminense           | 2 - 0       | Unión Española       |
| Once Caldas          | 2 - 1       | Gualberto Villarroel |
| 6ª giornata          |             |                      |
| Fluminense           | 2 - 0       | Once Caldas          |
| Unión Española       | 4 - 0       | Gualberto Villarroel |

Al termine della fase a gironi, il Fluminense (Brasile) ha ottenuto la qualificazione diretta agli ottavi di finale, mentre l'Once Caldas (Colombia) ha ottenuto la qualificazione agli spareggi di accesso alla fase finale. Unión Española (Cile) e GV San José (Bolivia) sono state eliminate.

### Gruppo G

#### Classifica
| Squadra       | Pt | G | V | N | P | GF | GS | DG |
| ------------- | -- | - | - | - | - | -- | -- | -- |
| Lanús         | 12 | 6 | 3 | 3 | 0 | 9  | 4  | +5 |
| Vasco da Gama | 8  | 6 | 2 | 2 | 2 | 8  | 8  | 0  |
| Melgar        | 7  | 6 | 2 | 1 | 3 | 5  | 10 | -5 |
| Academia P.C. | 5  | 6 | 1 | 2 | 3 | 8  | 8  | 0  |

Legenda
      Squadra qualificata alla fase finale.
      Squadra qualificata agli spareggi per la fase finale.

#### Risultati
| Squadra 1     | Risultato   | Squadra 2     |
| 1ª giornata   | 1ª giornata | 1ª giornata   |
| ------------- | ----------- | ------------- |
| Melgar        | 3 - 3       | Vasco da Gama |
| Academia P.C. | 2 - 2       | Lanús         |
| 2ª giornata   |             |               |
| Vasco da Gama | 1 - 0       | Academia P.C. |
| Lanús         | 3 - 0       | Melgar        |
| 3ª giornata   |             |               |
| Vasco da Gama | 0 - 0       | Lanús         |
| Melgar        | 1 - 0       | Academia P.C. |
| 4ª giornata   |             |               |
| Melgar        | 0 - 1       | Lanús         |
| Academia P.C. | 4 - 1       | Vasco da Gama |
| 5ª giornata   |             |               |
| Lanús         | 1 - 0       | Vasco da Gama |
| Academia P.C. | 0 - 1       | Melgar        |
| 6ª giornata   |             |               |
| Lanús         | 2 - 2       | Academia P.C. |
| Vasco da Gama | 3 - 0       | Melgar        |

Al termine della fase a gironi, il Lanús (Argentina) ha ottenuto la qualificazione diretta agli ottavi di finale, mentre il Vasco da Gama (Brasile) ha ottenuto la qualificazione agli spareggi di accesso alla fase finale. Melgar (Perù) e Academia Puerto Cabello (Venezuela) sono state eliminate.

### Gruppo H

#### Classifica
| Squadra          | Pt | G | V | N | P | GF | GS | DG |
| ---------------- | -- | - | - | - | - | -- | -- | -- |
| Cienciano        | 10 | 6 | 2 | 4 | 0 | 12 | 6  | +6 |
| Atlético Mineiro | 9  | 6 | 2 | 3 | 1 | 11 | 6  | +5 |
| Caracas          | 8  | 6 | 2 | 2 | 2 | 9  | 11 | -2 |
| Dep. Iquique     | 4  | 6 | 1 | 1 | 4 | 7  | 16 | -9 |

Legenda
      Squadra qualificata alla fase finale.
      Squadra qualificata agli spareggi per la fase finale.

#### Risultati
| Squadra 1        | Risultato   | Squadra 2        |
| 1ª giornata      | 1ª giornata | 1ª giornata      |
| ---------------- | ----------- | ---------------- |
| Dep. Iquique     | 1 - 2       | Caracas          |
| Cienciano        | 0 - 0       | Atlético Mineiro |
| 2ª giornata      |             |                  |
| Caracas          | 2 - 2       | Cienciano        |
| Atlético Mineiro | 4 - 0       | Dep. Iquique     |
| 3ª giornata      |             |                  |
| Caracas          | 1 - 1       | Atlético Mineiro |
| Dep. Iquique     | 2 - 2       | Cienciano        |
| 4ª giornata      |             |                  |
| Dep. Iquique     | 3 - 2       | Atlético Mineiro |
| Cienciano        | 3 - 1       | Caracas          |
| 5ª giornata      |             |                  |
| Atlético Mineiro | 3 - 1       | Caracas          |
| Cienciano        | 4 - 0       | Dep. Iquique     |
| 6ª giornata      |             |                  |
| Atlético Mineiro | 1 - 1       | Cienciano        |
| Caracas          | 2 - 1       | Dep. Iquique     |

Al termine della fase a gironi, il Cienciano (Perù) ha ottenuto la qualificazione diretta agli ottavi di finale, mentre l'Atlético Mineiro (Brasile) ha ottenuto la qualificazione agli spareggi di accesso alla fase finale. Caracas (Venezuela) e Deportes Iquique (Cile) sono state eliminate.

## Fase ad eliminazione diretta

### Tabellone
|  | Spareggi (17-24 luglio) | Spareggi (17-24 luglio)   | Spareggi (17-24 luglio) | Spareggi (17-24 luglio) |   |                           | Ottavi di finale (12-21 agosto) | Ottavi di finale (12-21 agosto) | Ottavi di finale (12-21 agosto) | Ottavi di finale (12-21 agosto) |             |                           | Quarti di finale (-) | Quarti di finale (-) | Quarti di finale (-) | Quarti di finale (-) |                           |   | Semifinali (-) | Semifinali (-) | Semifinali (-) | Semifinali (-) |  |  | Finale (-) | Finale (-) |
|  |                         |                           |                         |                         |   |                           |                                 |                                 |                                 |                                 |             |                           |                      |                      |                      |                      |                           |   |                |                |                |                |  |  |            |            |
|  | Grêmio                  | 0                         | 1                       | 1                       |   |                           | Universidad Católica            | 0                               | -                               | -                               |             |                           |                      |                      |                      |                      |                           |   |                |                |                |                |  |  |            |            |
|  | Alianza Lima            | 2                         | 1                       | 3                       |   |                           | Alianza Lima                    | 2                               | -                               | -                               |             |                           |                      |                      |                      |                      |                           |   |                |                |                |                |  |  |            |            |
|  | Alianza Lima            | 2                         | 1                       | 3                       |   | non conosciuta (bandiera) | Alianza Lima                    | 2                               | -                               | -                               | -           | -                         | -                    |                      |                      |                      |                           |   |                |                |                |                |  |  |            |            |
|  |                         |                           |                         |                         |   |                           |                                 |                                 |                                 |                                 | -           | -                         | -                    |                      |                      |                      |                           |   |                |                |                |                |  |  |            |            |
|  |                         | non conosciuta (bandiera) | -                       | -                       | - |                           |                                 |                                 |                                 |                                 |             |                           |                      |                      |                      |                      |                           |   |                |                |                |                |  |  |            |            |
|  | Guaraní                 | non conosciuta (bandiera) | -                       | -                       | - | 0                         | 2                               | 2                               | Independiente                   | 0                               | -           | -                         |                      |                      |                      |                      |                           |   |                |                |                |                |  |  |            |            |
|  | Guaraní                 |                           |                         |                         |   | 0                         | 2                               | 2                               | Independiente                   | 0                               | -           | -                         |                      |                      |                      |                      |                           |   |                |                |                |                |  |  |            |            |
|  | Universidad de Chile    | 5                         | 1                       | 6                       |   |                           | Universidad de Chile            | 1                               | -                               | -                               |             |                           |                      |                      |                      |                      |                           |   |                |                |                |                |  |  |            |            |
|  | Universidad de Chile    | 5                         | 1                       | 6                       |   |                           |                                 |                                 |                                 | -                               |             | non conosciuta (bandiera) | -                    | -                    | -                    |                      |                           |   |                |                |                |                |  |  |            |            |
|  |                         |                           |                         |                         |   |                           |                                 |                                 |                                 |                                 |             |                           |                      |                      |                      |                      |                           |   |                |                |                |                |  |  |            |            |
|  |                         | non conosciuta (bandiera) | -                       | -                       | - |                           |                                 |                                 |                                 |                                 |             |                           |                      |                      |                      |                      |                           |   |                |                |                |                |  |  |            |            |
|  | Cerro Largo             | non conosciuta (bandiera) | -                       | -                       | - | 0                         | 0                               | 0                               |                                 |                                 | Lanús       | 0                         | -                    | -                    |                      |                      |                           |   |                |                |                |                |  |  |            |            |
|  | Cerro Largo             |                           |                         |                         |   | 0                         | 0                               | 0                               |                                 |                                 | Lanús       | 0                         | -                    | -                    |                      |                      |                           |   |                |                |                |                |  |  |            |            |
|  | Central Córdoba (SdE)   | 0                         | 3                       | 3                       |   |                           | Central Córdoba (SdE)           | 1                               | -                               | -                               |             |                           |                      |                      |                      |                      |                           |   |                |                |                |                |  |  |            |            |
|  | Central Córdoba (SdE)   | 0                         | 3                       | 3                       |   | Argentina (bandiera)      | Central Córdoba (SdE)           | 1                               | -                               | -                               | -           | -                         | -                    |                      |                      |                      |                           |   |                |                |                |                |  |  |            |            |
|  |                         |                           |                         |                         |   |                           |                                 |                                 |                                 |                                 | -           | -                         | -                    |                      |                      |                      |                           |   |                |                |                |                |  |  |            |            |
|  |                         | Fluminense                | -                       | -                       | - |                           |                                 |                                 |                                 |                                 |             |                           |                      |                      |                      |                      |                           |   |                |                |                |                |  |  |            |            |
|  | América de Cali         | Fluminense                | -                       | -                       | - | 0                         | 2                               | 2                               | Fluminense                      | 2                               | 2           | 4                         |                      |                      |                      |                      |                           |   |                |                |                |                |  |  |            |            |
|  | América de Cali         |                           |                         |                         |   | 0                         | 2                               | 2                               | Fluminense                      | 2                               | 2           | 4                         |                      |                      |                      |                      |                           |   |                |                |                |                |  |  |            |            |
|  | Bahia                   | 0                         | 0                       | 0                       |   |                           | América de Cali                 | 1                               | 0                               | 1                               |             |                           |                      |                      |                      |                      |                           |   |                |                |                |                |  |  |            |            |
|  | Bahia                   | 0                         | 0                       | 0                       |   |                           |                                 |                                 |                                 |                                 |             |                           |                      |                      |                      |                      | non conosciuta (bandiera) | - |                |                |                |                |  |  |            |            |
|  |                         |                           |                         |                         |   |                           |                                 |                                 |                                 |                                 |             |                           |                      |                      |                      |                      |                           |   |                |                |                |                |  |  |            |            |
|  |                         | non conosciuta (bandiera) | -                       |                         |   |                           |                                 |                                 |                                 |                                 |             |                           |                      |                      |                      |                      |                           |   |                |                |                |                |  |  |            |            |
|  | Palestino               | non conosciuta (bandiera) | -                       | 0                       | 0 | 0                         |                                 |                                 | Cienciano                       | 0                               | -           | -                         |                      |                      |                      |                      |                           |   |                |                |                |                |  |  |            |            |
|  | Palestino               |                           |                         | 0                       | 0 | 0                         |                                 |                                 | Cienciano                       | 0                               | -           | -                         |                      |                      |                      |                      |                           |   |                |                |                |                |  |  |            |            |
|  | Bolívar                 | 3                         | 3                       | 6                       |   |                           | Bolívar                         | 2                               | -                               | -                               |             |                           |                      |                      |                      |                      |                           |   |                |                |                |                |  |  |            |            |
|  | Bolívar                 | 3                         | 3                       | 6                       |   | non conosciuta (bandiera) | Bolívar                         | 2                               | -                               | -                               | -           | -                         | -                    |                      |                      |                      |                           |   |                |                |                |                |  |  |            |            |
|  |                         |                           |                         |                         |   |                           |                                 |                                 |                                 |                                 | -           | -                         | -                    |                      |                      |                      |                           |   |                |                |                |                |  |  |            |            |
|  |                         | non conosciuta (bandiera) | -                       | -                       | - |                           |                                 |                                 |                                 |                                 |             |                           |                      |                      |                      |                      |                           |   |                |                |                |                |  |  |            |            |
|  | Atlético Mineiro (dtr)  | non conosciuta (bandiera) | -                       | -                       | - | 1                         | 0                               | 1 (3)                           | Godoy Cruz                      | 1                               | -           | -                         |                      |                      |                      |                      |                           |   |                |                |                |                |  |  |            |            |
|  | Atlético Mineiro (dtr)  |                           |                         |                         |   | 1                         | 0                               | 1 (3)                           | Godoy Cruz                      | 1                               | -           | -                         |                      |                      |                      |                      |                           |   |                |                |                |                |  |  |            |            |
|  | Atlético Bucaramanga    | 0                         | 1                       | 1 (1)                   |   |                           | Atlético Mineiro                | 2                               | -                               | -                               |             |                           |                      |                      |                      |                      |                           |   |                |                |                |                |  |  |            |            |
|  | Atlético Bucaramanga    | 0                         | 1                       | 1 (1)                   |   |                           |                                 |                                 |                                 | -                               |             | non conosciuta (bandiera) | -                    | -                    | -                    |                      |                           |   |                |                |                |                |  |  |            |            |
|  |                         |                           |                         |                         |   |                           |                                 |                                 |                                 |                                 |             |                           |                      |                      |                      |                      |                           |   |                |                |                |                |  |  |            |            |
|  |                         | non conosciuta (bandiera) | -                       | -                       | - |                           |                                 |                                 |                                 |                                 |             |                           |                      |                      |                      |                      |                           |   |                |                |                |                |  |  |            |            |
|  | Vasco da Gama           | non conosciuta (bandiera) | -                       | -                       | - | 0                         | 1                               | 1                               |                                 |                                 | Mushuc Runa | 0                         | 2                    | 2 (2)                |                      |                      |                           |   |                |                |                |                |  |  |            |            |
|  | Vasco da Gama           |                           |                         |                         |   | 0                         | 1                               | 1                               |                                 |                                 | Mushuc Runa | 0                         | 2                    | 2 (2)                |                      |                      |                           |   |                |                |                |                |  |  |            |            |
|  | Independiente del Valle | 4                         | 1                       | 5                       |   |                           | Independiente del Valle         | 1                               | 1                               | 2 (4)                           |             |                           |                      |                      |                      |                      |                           |   |                |                |                |                |  |  |            |            |
|  | Independiente del Valle | 4                         | 1                       | 5                       |   | Independiente del Valle   | Independiente del Valle         | 1                               | 1                               | 2 (4)                           | -           | -                         | -                    |                      |                      |                      |                           |   |                |                |                |                |  |  |            |            |
|  |                         |                           |                         |                         |   |                           |                                 |                                 |                                 |                                 | -           | -                         | -                    |                      |                      |                      |                           |   |                |                |                |                |  |  |            |            |
|  |                         | Once Caldas               | -                       | -                       | - |                           |                                 |                                 |                                 |                                 |             |                           |                      |                      |                      |                      |                           |   |                |                |                |                |  |  |            |            |
|  | Once Caldas             | Once Caldas               | -                       | -                       | - | 3                         | 4                               | 7                               | Huracán                         | 0                               | 1           | 1                         |                      |                      |                      |                      |                           |   |                |                |                |                |  |  |            |            |
|  | Once Caldas             |                           |                         |                         |   | 3                         | 4                               | 7                               | Huracán                         | 0                               | 1           | 1                         |                      |                      |                      |                      |                           |   |                |                |                |                |  |  |            |            |
|  | San Antonio Bulo Bulo   | 0                         | 0                       | 0                       |   |                           | Once Caldas                     | 1                               | 3                               | 4                               |             |                           |                      |                      |                      |                      |                           |   |                |                |                |                |  |  |            |            |

### Spareggi
Le partite d'andata degli spareggi sono state disputate tra il 16 e il 18 luglio 2025, mentre le partite di ritorno tra il 23 e il 25 luglio 2025.
| Squadra 1               | Totale          | Squadra 2        | Andata | Ritorno |
| ----------------------- | --------------- | ---------------- | ------ | ------- |
| Alianza Lima            | 3 - 1           | Grêmio           | 2 - 0  | 1 - 1   |
| San Antonio Bulo Bulo   | 0 - 7           | Once Caldas      | 0 - 3  | 0 - 4   |
| Atlético Bucaramanga    | 1 - 1 (1-3 dtr) | Atlético Mineiro | 0 - 1  | 1 - 0   |
| Bolívar                 | 6 - 0           | Palestino        | 3 - 0  | 3 - 0   |
| Bahia                   | 0 - 2           | América de Cali  | 0 - 0  | 0 - 2   |
| Independiente del Valle | 5 - 1           | Vasco da Gama    | 4 - 0  | 1 - 1   |
| Universidad de Chile    | 6 - 2           | Guarani          | 5 - 0  | 1 - 2   |
| Central Córdoba (R)     | 3 - 0           | Cerro Largo      | 0 - 0  | 3 - 0   |

### Ottavi di finale
Le partite di andata degli ottavi di finale si disputeranno tra il 12 e il 14 agosto 2025, mentre le gare di ritorno tra il 19 e il 21 agosto 2025.
| Squadra 1               | Totale        | Squadra 2            | Andata | Ritorno   |
| ----------------------- | ------------- | -------------------- | ------ | --------- |
| Alianza Lima            | 2–0           | Universidad Católica | 2–0    | 20 agosto |
| Bolívar                 | 2–0           | Cienciano            | 2–0    | 20 agosto |
| Once Caldas             | 4–1           | Huracán              | 1–0    | 3–1       |
| América de Cali         | 1–4           | Fluminense           | 1–2    | 0–2       |
| Central Córdoba (R)     | 1–0           | Lanús                | 1–0    | 21 agosto |
| Independiente del Valle | 2–2 (4-2 dtr) | Mushuc Runa          | 1–0    | 1–2       |
| Atlético Mineiro        | 2–1           | Godoy Cruz           | 2–1    | 21 agosto |
| Universidad de Chile    | 1–0           | Independiente        | 1–0    | 20 agosto |

## Statistiche
Dati aggiornati al 16 maggio 2025.

### Classifica marcatori
| Gol |  |  | Giocatore       | Squadra                 |
| --- |  |  | --------------- | ----------------------- |
| 6   |  |  | Ismael Díaz     | Universidad Católica    |
| 4   |  |  | Dayro Moreno    | Once Caldas             |
| 4   |  |  | Diego Diellos   | Nacional Potosí         |
| 4   |  |  | Gaspar Gentile  | Cienciano               |
| 4   |  |  | Junior Marabel  | Palestino               |
| 4   |  |  | Júnior Paredes  | Academia Puerto Cabello |
| 3   |  |  | Germán Cano     | Fluminense              |
| 3   |  |  | Carlos Orejuela | Mushuc Runa             |
| 3   |  |  | Carlos Garcés   | Cienciano               |
| 3   |  |  | Ender Echenique | Caracas                 |
| 3   |  |  | Osnar Noronha   | Cienciano               |
| 3   |  |  | Pablo Vegetti   | Vasco da Gama           |
| 3   |  |  | Bryan Carrasco  | Palestino               |
| 3   |  |  | Gustavo Vargas  | Guarani                 |